# デス・ウォーカー
デス・ウォーカー（Des Sinclair Walker、1965年11月26日 - ）は、イングランド・ハックニー・セントラル出身の元サッカー選手。現役時代のポジションはDF。元イングランド代表。キャリアトータル700試合以上に出場しながら、奪ったゴールは1992年にルートン・タウンとの対戦で決めた1ゴールのみであった。

## 経歴
ノッティンガム・フォレストFCのユース出身、9シーズントップチームでプレー、この間2度フットボールリーグカップで優勝、PFA ファーストデビジョンベストイレブンを4度受賞したが、1991年度のFAカップ決勝のトッテナム・ホットスパーFCとの対戦ではオウンゴールを献上して敗戦した。1992-93シーズンUCサンプドリアでレギュラーとして30試合でプレーした。
1993-94シーズンにシェフィールド・ウェンズデイFCに移籍、8シーズンを過ごし、2002年ノッティンガム・フォレストに復帰、2004-05シーズン限りで引退した。
1988年から1993年にかけてイングランド代表として59試合のプレー経験があり、1990年のイタリアワールドカップでは全7試合に出場、UEFA EURO '92でも3試合に出場した。

## タイトル
ノッティンガム・フォレスト
- フットボールリーグカップ：1988–89, 1989–90

個人
- PFA ファーストデビジョンベストイレブン : 1988–89, 1989–90, 1990–91, 1991–92
- ノッティンガム・フォレストクラブ年間最優秀選手 : 1986–87, 1989–90, 1991–92
- シェフィールド・ウェンズデイ年間最優秀選手 : 1993-94